# Port de la Bonaigua
Der Port de la Bonaigua (aranesisch Pòrt dera Bonaigua, spanisch Puerto de la Bonaigua) ist ein 2072 m hoher Gebirgspass in den spanischen Pyrenäen. Er befindet sich in der autonomen Gemeinschaft Katalonien und verbindet die Comarques Pallars Sobirà und Vall d’Aran.
Der Port de la Bonaigua liegt auf der Europäischen Hauptwasserscheide. Während das Vall d’Aran über die Garonne (aranesisch Garona) zum Atlantik entwässert, gehört das östliche Tal mit der Noguera Pallaresa zum Einzugsgebiet des Ebro und damit des Mittelmeers.
Obwohl der Pass im Winter prinzipiell geöffnet ist, führen die große Höhe und die Tatsache, dass der Sattel ein Einfallstor für die atlantischen Tiefdruckgebiete zur Südseite der Pyrenäen darstellt, häufig dazu, dass auf der Passhöhe häufig schlechtes Wetter herrscht und der Pass für mehrere Tage gesperrt werden muss.
Von Esterri d’ Aneu führt eine Straße mit einer Länge von 23 Kilometern und einer durchschnittlichen Steigung von 4,9 Prozent zur Passhöhe. Auf der anderen Seite führt von Vielha eine ebenfalls 23 Kilometer lange Strecke mit 4,8 Prozent Steigung hinauf.
Zweimal war die Passhöhe Teil der Tour de France: 1974 war Domingo Perurena als Erster auf dem Pass, 1993 der Schweizer Tony Rominger. Im Jahr 2008 führte die 8. Etappe der Vuelta a España über den Pass, wobei David Moncoutié die Passhöhe als Erster überfuhr.